# Vlajko Begović
Vlajko Begović (Fakovići, 1905 - Belgrado, 1989) fue un partisano y político serbobosnio, brigadista en la guerra civil española y miembro activo de la resistencia francesa durante la Segunda Guerra Mundial. Fue miembro del gobierno de la RFS de Yugoslavia y galardonado con la Orden del Héroe del Trabajo Socialista.

## Biografía
Nació el 8 de febrero de 1905 en la aldea de Fakovići, cerca de Srebrenica (entonces Imperio austrohúngaro). Siendo estudiante de la Universidad Técnica de Praga, se involucró en el movimiento estudiantil revolucionario. Miembro de la Unión de Jóvenes Comunistas de Yugoslavia desde 1927, y del Partido Comunista de Yugoslavia, en el que trabajó como organizador e instructor. Debido a estas actividades, en 1933 fue condenado a 12 años de prisión.
Se exilió en Francia, donde también participó en el movimiento obrero. En 1935, se trasladó a la Unión Soviética, graduándose en la Universidad Comunista de Minorías Nacionales del Oeste de Moscú. En 1936 llegó a España, donde combatió con las Brigadas Internacionales del Ejército Popular Republicano en la guerra civil española. Durante la guerra, fue comisario de la XV Brigada Internacional, e instructor de la 35.ª División, y ascendió a comandante del Ejército republicano. Realizó informes positivos sobre el comandante de la XV Brigada, Vladimir Ćopić; pese a lo cual éste fue ejecutado en Moscú al final de la guerra, víctima de las purgas estalinistas.
Después del colapso de la República Española de 1939, junto con otros combatientes de las Brigadas Internacionales, fue llevado a varios campos de concentración en Francia. Después de la ocupación alemana del país, fue nuevamente encarcelado, fugándose en septiembre de 1943, junto con Ljubo Ilić y otros yugoslavos, uniéndose a la resistencia francesa. Ingresó en la organización de la resistencia en el sur de Francia, siendo miembro del destacamento de las zona de Marsella y alrededores. Después de la liberación de Francia, en enero de 1945, pasó por Bari, retornando a los territorios liberados de Yugoslavia. Allí, se incorporó al Comité Central del Partido Comunista.
Después de la liberación de Yugoslavia, llevó a cabo varias funciones de responsabilidad política y social. Fue presidente de la Comisión de Planificación Federal, Director del Instituto Federal de Planificación Económica, Director del Instituto de Política Internacional y Economía, director de Borba y director de la Facultad de Ciencias Políticas de Belgrado. También fue miembro de la Alianza Socialista del Trabajo y del Comité Central de la Liga de los Comunistas de Bosnia y Herzegovina. Como miembro del Comité Central de la Liga de los Comunistas de Yugoslavia, fue elegido para el VI y VII congresos del partido. Fue elegido diputado de la Asamblea Federal, y desde 1967 miembro del Consejo de la Federación.
Publicó numerosos artículos y estudios sobre temas económicos y políticos, y murió el 17 de febrero de 1989 en Belgrado.
En 2009 el periodista serbio Pero Simić, autor de varios libros sobre Tito, publicó el libro Tito, skrivnost stoletja (Tito, el misterio del siglo) que vinculaba directamente a Tito y a Begović con el temible NKVD. Según Simić, Stalin y Tito enviaron a España una unidad de liquidadores del NKVD, a quienes atribuye el asesinato del dirigente comunista yugoslavo Blagoje Parović, comisario político del batallón Đaković fallecido durante la batalla de Brunete, y a quien Begović realizó su última fotografía nada más fallecer.